# アレクサンダー・アコスタ
ルネ・アレクサンダー・アコスタ（英語：Rene Alexander Acosta、1969年1月16日 - ）は、アメリカ合衆国の政治家、弁護士。ドナルド・トランプ政権で第27代アメリカ合衆国労働長官を務めた。元フロリダ国際大学法学部学部長。アメリカの地方銀行であるUSセンチュリー銀行の会長であった。共和党員。ジョージ・W・ブッシュ大統領によって全米労働関係委員会の委員に指名された。後にアメリカ合衆国司法省市民権局の長官補になった。

## 経歴
1969年1月16日にフロリダ州マイアミでキューバ移民の子息として誕生する。ハーバード大学の経済学学士号を得て、その後ハーバード・ロー・スクールで法務博士資格を得た。
卒業後は裁判官であるサミュエル・アリートの事務サポートとして働き、次に1994年から1995年まで第3巡回区連邦控訴裁判所の判事になった。次にワシントンDCのカークランド＆エリス法律事務所で働き、雇用と労働問題の専門知識を得た。
雑誌ヒスパニック・ビジネス・マガジンで最も影響力のある50人のヒスパニックに2回挙げられた。

## 労働長官
2017年2月16日にトランプ大統領によって労働長官に指名された。
トランプ政権では最初のヒスパニック出身の閣僚となった。2017年3月15日にアメリカ合衆国上院はアコスタ就任に関する公聴会を開催する。トランプと連邦議会の共和党員は、アコスタは全米労働関係委員会の委員・司法省人権擁護局の局長・南フロリダの連邦代理人において、すでに3回の承認を上院から受けていると喧伝していると報道された。
上院の公聴会は2017年3月22日に開催され、ティム・ケイン上院議員より18ヶ月の禁固刑を宣告されたジェフリー・エプスタインに対して非訴追の取引をするかと質問され、アコスタは「有罪か無罪かは証拠に基づいて検察官が決めるだろう」と述べた。2017年3月30日にアメリカ合衆国上院の保健・教育・労働・年金委員会は賛成12、反対11の賛成多数でアコスタの就任を承認し、27代目アメリカ合衆国労働長官となる。
2017年4月27日にアメリカ合衆国上院はアコスタのアメリカ合衆国労働長官への就任を賛成60・反対38で承認した。これによりトランプ政権の閣僚である長官の席の空白が解消された。投票ではアメリカ民主党から8名の議員が賛成に回った。公聴会でアコスタは珪肺の許容被曝量を減らし、顧客の退職金の運用に関する金融取引ブローカーが委託手数料とは無関係に最善の支援をできるよう、アメリカ合衆国労働省の規則を見直すと表明した。投票後にアメリカ共和党のティム・スコット上院議員は不必要に重荷とならない労働政策を望んでいるとの声明を公表した。アコスタの宣誓はマイク・ペンス副大統領の立ち合いにより翌28日に行われた。
2017年6月6日にアコスタ労働長官は外国人労働者向けのビザの不正使用を防ぐため、監察官への犯罪歴照会を強化するなどして、アメリカ人労働者の利益を守る方針を示した。
2019年7月12日にジェフリー・エプスタインとの間で秘密裏に交わしていた司法取引への批判が高まる中でアメリカ合衆国労働長官職の辞任を表明した。トランプ大統領は後任にパトリック・ピゼラ労働副長官を代行として充てることを表明した。